# Onslow Stevens
Onslow Stevens (ur. 29 marca 1902 w Los Angeles, zm. 5 stycznia 1977 w Van Nuys) – amerykański aktor filmowy i telewizyjny.

## Filmografia
seriale
- 1951: Schlitz Playhouse of Stars
- 1954: Przygody Rin Tin Tina jako Major Edward Karn
- 1958: Poszukiwany: żywy lub martwy jako Szeryf Adler
- 1960: Outlaws jako John Kyle

film
- 1932: The Jungle Mystery jako Tom Morgan
- 1936: Pod dwiema flagami jako Sidi-Ben Youssiff
- 1945: Dom Draculi jako Dr Edelman
- 1946: Anioł na ramieniu jako Dr Matt Higgins
- 1951: Sirocco jako Emir Hassan
- 1954: One! jako Gen. O'Brien
- 1960: Młodzi i spragnieni jako Joshua Davis

## Wyróżnienia
Posiada swoją gwiazdę na Hollywoodzkiej Alei Gwiazd.